# New-York-City-Marathon 1990
Der New-York-City-Marathon 1990 war die 21. Ausgabe der jährlich stattfindenden Laufveranstaltung in New York City, Vereinigte Staaten. Der Marathon fand am 4. November 1990 statt.
Bei den Männern gewann Douglas Wakiihuri in 2:12:39 h und bei den Frauen Wanda Panfil in 2:30:45 h.

## Ergebnisse

### Männer
| Platz | Athlet            | Land                   | Zeit (h) |
| ----- | ----------------- | ---------------------- | -------- |
| 01    | Douglas Wakiihuri | Kenia                  | 2:12:39  |
| 02    | Salvador García   | Mexiko                 | 2:13:19  |
| 03    | Stephen Brace     | Vereinigtes Königreich | 2:13:32  |
| 04    | Juma Ikangaa      | Tansania               | 2:14:32  |
| 05    | John Campbell     | Neuseeland             | 2:14:34  |
| 06    | Peter Maher       | Kanada                 | 2:15:05  |
| 07    | Filemon Lopez     | Mexiko                 | 2:16:33  |
| 08    | Jakow Tolstikow   | Sowjetunion            | 2:16:38  |
| 09    | Herbert Steffny   | Deutschland            | 2:16:47  |
| 10    | Pedro Ortiz       | Kolumbien              | 2:16:57  |

### Frauen
| Platz | Athletin          | Land               | Zeit (h) |
| ----- | ----------------- | ------------------ | -------- |
| 01    | Wanda Panfil      | Polen              | 2:30:45  |
| 02    | Kim Jones         | Vereinigte Staaten | 2:30:50  |
| 03    | Katrin Dörre      | Deutschland        | 2:33:21  |
| 04    | Grete Waitz       | Norwegen           | 2:34:34  |
| 05    | Tatyana Zuyeva    | Sowjetunion        | 2:35:48  |
| 06    | Jocelyne Villeton | Frankreich         | 2:36:12  |
| 07    | Zoja Ivanova      | Sowjetunion        | 2:36:29  |
| 08    | Nancy Ditz        | Vereinigte Staaten | 2:37:15  |
| 09    | Evy Palm          | Schweden           | 2:38:00  |
| 10    | Lisa Vaill        | Vereinigte Staaten | 2:38:05  |